# Dayanara Torres
Dayanara Torres Delgado (Toa Alta, 28 de octubre de 1974) es una exreina de belleza, modelo y actriz puertorriqueña ganadora del concurso Miss Universo 1993, convirtiéndose en la tercera ganadora de Puerto Rico. Fue la primera esposa del cantante de música latina, Marc Anthony.

## Miss Universo 1993
El 21 de mayo de 1993, en el Auditorio Nacional de México, México D.F., Dayanara Torres se coronó como  Miss Universo 1993, es considerada la Miss Universo latina más bella que ha obtenido esta corona para ese momento, venciendo así a las representantes de Colombia (Paula Andrea Betancur Arroyave) y Venezuela (Milka Yelisava Chulina Urbanich) primera y segunda finalista, respectivamente. Contaba con 18 años de edad, siendo una de las Miss Universo más jóvenes de la historia. Desde 1994 hasta 2000 vivió y trabajó en Filipinas y allí hizo películas y anuncios. Ella es una de las actrices más conocidas en Filipinas.

## Matrimonio con Marc Anthony
El 9 de mayo de 2000 se casó por primera vez con el cantante de música latina, Marc Anthony, de origen puertorriqueño, en una gran boda celebrada en Las Vegas, a la que acudieron alrededor de 600 invitados. La pareja tuvo dos hijos: Cristian Muñíz Torres (nacido el 5 de febrero de 2001) y Ryan Muñíz Torres (nacido el 16 de agosto de 2003); Su primer hijo recibe el nombre de Cristian en honor a la gran admiración que su padre profesa por el cantante mexicano Cristian Castro. Después del nacimiento de su primer hijo hubo crisis de pareja, lo que provocó que se separaran. Posteriormente a ello, Anthony y Dayanara, volvieron a casarse, renovando sus votos el 7 de diciembre de 2002, esta vez se casaron por la iglesia, siguiendo el ritual católico, en la Catedral de San Juan, en la ciudad de San Juan (Puerto Rico), lugar donde nació Dayanara. Tras varios meses de crisis en la pareja, en octubre del 2003 rompieron su matrimonio definitivamente de una forma muy conflictiva, cuando surgieron falsos rumores de que Marc había tenido un hijo fuera del matrimonio con una fan, cosa que Marc negó rotundamente diciendo que él jamás le sería infiel a su esposa, pero Dayanara no lo creyó. Dayanara pidió el divorcio en noviembre de 2003 finalizando en enero de 2004. Meses más tarde y tras tres pruebas de ADN se confirmó que la madre del supuesto hijo de Marc Anthony, mentía.

## Salud
El 4 de febrero de 2019, Dayanara informó a través de un video publicado en sus redes sociales, la lamentable noticia que padecía de cáncer de piel (melanoma) producto de una herida y un lunar a los cuales no le prestó atención en su debido momento, por sus ocupaciones diarias. El 25 de febrero de 2020 terminó su último tratamiento contra el cáncer de piel. El 24 de marzo de 2020 anunció en sus redes sociales que está libre de cáncer.

## Portadas de Revistas
- Mírame Siempre
- IMAGEN
- CARAS de Puerto Rico
- Buena Vida
- Muévete
- Vanidades
- Cosmopolitan en español
- Marie Clair
- Ocean Drive en español
- People En Español
- TV y Novelas
- Selecta
- Latina
- Shape en español
- Kena
- Appoint
- Cromos
- Tempo (New York Post)
- Escenario (El Vocero de PR)
- Buenhogar
- Bride Philippines
- Cristina
- Siempre Mujer
- Vea
- TV Guía
- TV Aquí
- Estrellas
- Artistas

## Discografía
En el año 1997, bajo el sello musical Tropix Music Records Inc., una subdivisión de Sony Discos, Dayanara Torres lanza al mercado su primer y único disco llamado "Antifaz". Hasta ese entonces ninguna otra ex Miss Universo se había lanzado como cantante, siendo Dayanara pionera en ese renglón. El primer sencillo en promoción fue "Antifaz", del cual se filmó un video. Luego le siguieron "Mírame Bailando" y "Jerigonza" a dúo con Ivy Queen. El disco, con canciones en el género pop dance, fue muy popular en Puerto Rico, especialmente entre el público juvenil.

### Antifaz
- Antifaz
- Volver a Volar
- Magia
- Luces De Neón
- Mírame Bailando
- Mas Si Regresas
- Pídelo de Corazón
- Fuego De Pasión
- Jerigonza (a dúo con Ivy Queen)
- Dispárame Tu Amor
- Amarilli Mia Bella
- Antifaz (Blue Eyes Remix)
- Antifaz (New York Club Remix)

## Filmografía
- "Linda Sara" (1994)
- "Basta't kasama kita" (1995)
- "Hataw na!" (1995)
- "La Cenicienta" (TV) (1996)
- "Type kita, walang kokontra" (1999)
- "The Young and the Restless" (2004)
- "Watch Over Me" (2006-2007)
- "The Nail: The Story of Joey Nardone" (2009)
- "200 Cartas" (2013)

## Apariciones en Videos musicales
- 1999 Marc Anthony - "when i dream at night"
- 2002 Marc Anthony - "I've Got You"
- 2002 Marc Anthony - "Te Tengo Aquí"
- 2005 Frankie J. - "Mucho Más"
- 2008 Alex Woodward - "Beautiful Now"

## Libros
- 2006 - Sonrisas Sanas y Hermosas de Ricky y Andrea (en coautoría con Steven Fink)
- 2008 - Married To Me: How Committing To Myself Led to Triumph After Divorce (en coautoría con su hermana Jeannette Torres-Álvarez)
- 2009 - Casada Conmigo Misma: Como Triunfé Después Del Divorcio (versión en español de "Married To Me:...")

## Premios
- Club de Prensa de Filipinas 1995 - Ganadora del premio "Best New TV Personality Award"
- Premios Juventud 2006 - Ganadora del premio "Chica Que Me Quita El Sueño"
- Premios Juventud 2007 - Ganadora del premio "Supermodelo Latina"
- Premios Juventud 2008 - Nominada en la categoría "Quiero Vestir Como Ella"